# Monte Grande (Buenos Aires)

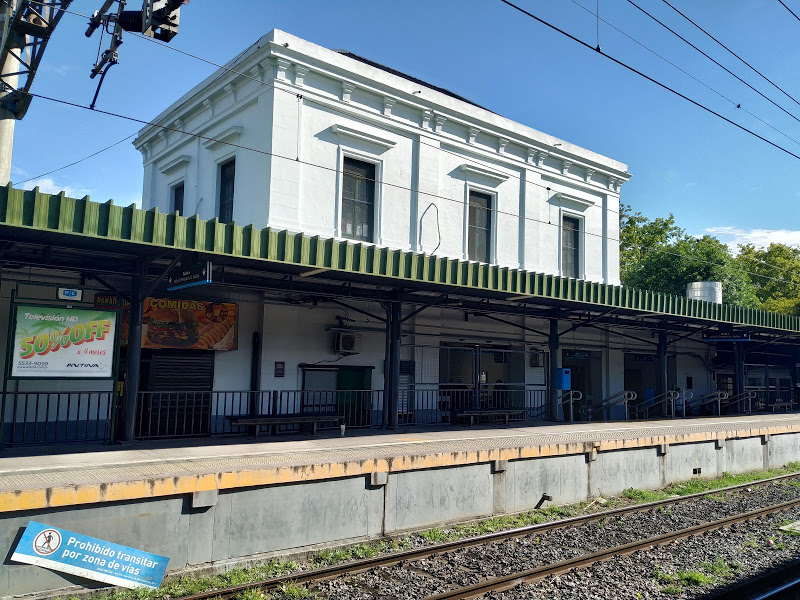
A estação de trens de Monte Grande, operada pela Trenes Argentinos.

Monte Grande é uma cidade da Argentina, localizada na província de Buenos Aires, situada na área metropolitana de Gran Buenos Aires.